# El Ideal, Veracruz
El Ideal är en ort i Mexiko.   Den ligger i kommunen Las Choapas och delstaten Veracruz, i den sydöstra delen av landet, 600 km öster om huvudstaden Mexico City. El Ideal ligger 19 meter över havet och antalet invånare är 126.
Terrängen runt El Ideal är platt åt nordväst, men åt sydost är den kuperad. Runt El Ideal är det ganska glesbefolkat, med 29 invånare per kvadratkilometer. Närmaste större samhälle är Nueva Tabasqueña, 11,9 km sydväst om El Ideal. Omgivningarna runt El Ideal är en mosaik av jordbruksmark och naturlig växtlighet.